# Haliclona alba
Haliclona alba är en svampdjursart som först beskrevs av Schmidt 1862.  Haliclona alba ingår i släktet Haliclona och familjen Chalinidae. Inga underarter finns listade i Catalogue of Life.